# Bienvenue chez les Robinson (jeu vidéo)
Bienvenue chez les Robinson (Meet the Robinsons) est un jeu vidéo d'action-aventure et de réflexion développé par Avalanche Software, Buena Vista Games et Climax Studios et édité par Disney Interactive Studios, sorti en 2007 sur PlayStation 2, PlayStation Portable, PlayStation 3, GameCube, Xbox 360, Wii, Windows, Game Boy Advance et Nintendo DS. Il est adapté du long métrage d'animation de Walt Disney Pictures Bienvenue chez les Robinson.

## Scénario
Le jeu se veut être la préquelle du film.

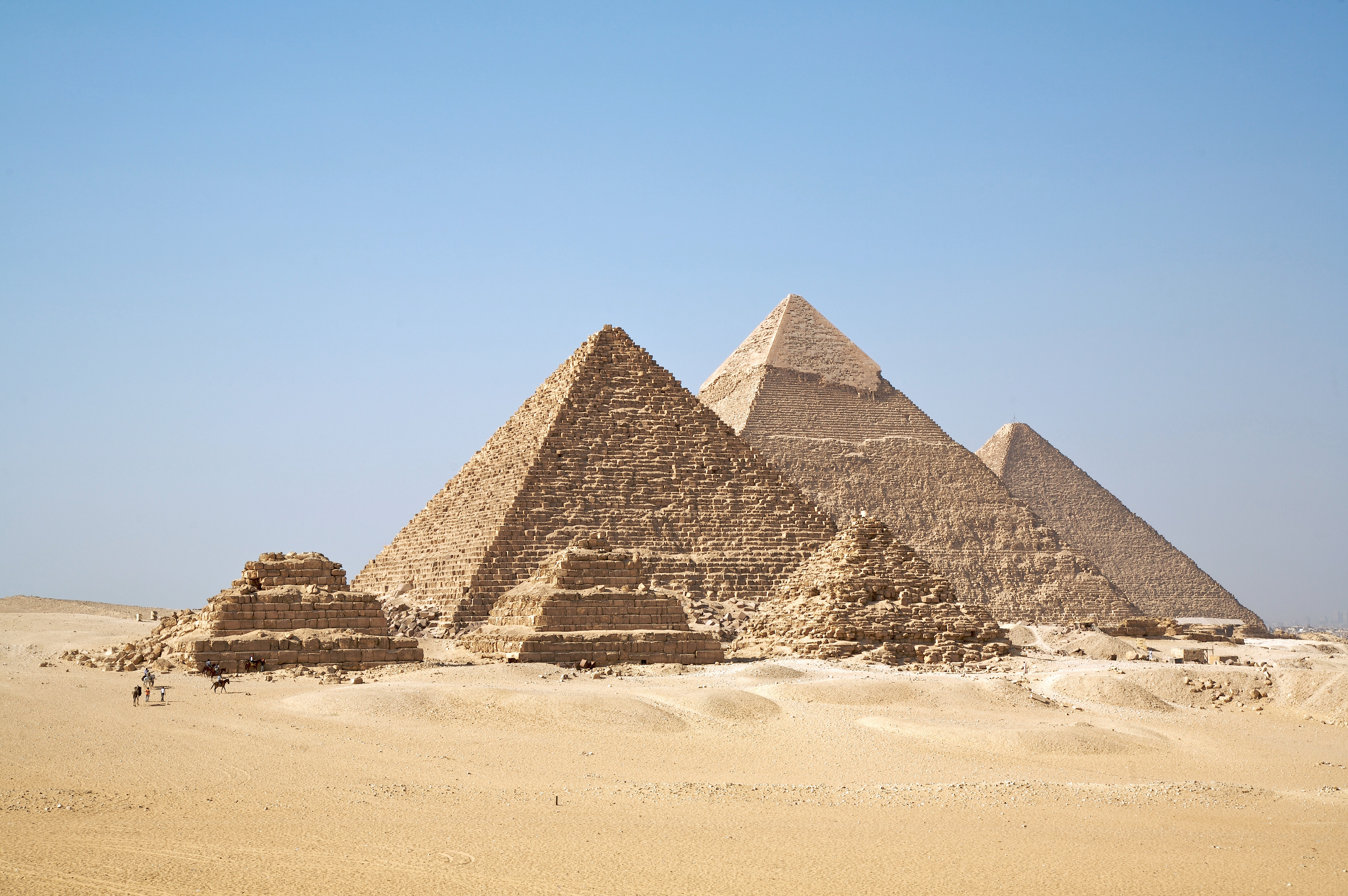
L'Égypte antique, premier environnement du jeu.

Wilbur Robinson se trouve dans une pyramide en Égypte antique et active malencontreusement un mécanisme qui détruit la pyramide. Il reprend sa machine à voyager dans le temps, qui s'apparente à une sorte de vaisseau, et revient dans son époque.
Il apprend, aux côtés de son ami Carl, un robot doré, que son père Cornelius Robinson ira en voyage d'affaires. Le père lui interdit d'utiliser la machine, ce que Wilbur ignore totalement. Le jeune homme collectionne des photos de ses voyages dans le temps, la dernière étant une prise aux côtés d'un sarcophage dans la pyramide. Il espère cette fois-ci prendre une photo avec Abraham Lincoln, et tente de prendre encore une fois la machine.
Or il apprend que le code du garage dans lequel se trouve la machine a changé. Il demandera donc aux membres de sa famille le code (Bouzouki), qu'il obtiendra finalement de son oncle Gaston.
En possession du code, il ne prend pas la machine temporelle, ayant l'intention de l'utiliser plus tard, et jette les poubelles dans le garage. Seulement, sa mère Franny lui ordonne de bien fermer la porte du garage pour que l'alarme en cas de vol s'enclenche, ce que Wilbur ne fait pas, par inattention.
Soudainement, un homme étrange, connu plus tard sous le nom d' "homme au chapeau melon" vole la machine. Wilbur, seul témoin de la scène, décide d'en parler à Carl. Les deux amis imaginent un plan pour arrêter cet homme, en récupérant le prototype de la machine à voyager dans le temps de Cornelius, qui se trouve dans le sous-sol de la maison des Robinson, protégé par des robots sentinelles, des caméras flottantes et des murs lasers.
Malgré le danger évident, Wilbur, intrépide, entreprend la récupération du prototype dans l'immense sous-sol, et affronte un robot sentinelle géant qui garde l'accès à la machine.
Le jeune garçon parvient à la récupérer, et retourne à l'époque où son père est encore à l'orphelinat, qui organise une Fête de la Science, afin de traquer et d'arrêter l'homme au chapeau melon.
Lors de sa recherche, il entre brusquement dans la salle où a lieu la fête, et bouscule Stanley Buckowski, un orphelin qui y participe, qui fait tomber sa maquette de volcan, qui elle-même à son tour déséquilibre Lizzie qui casse son projet, une fourmilière.
Directement après les incidents, Carl rappelle Wilbur et lui ordonne de revenir, d'une voix horrifiée.

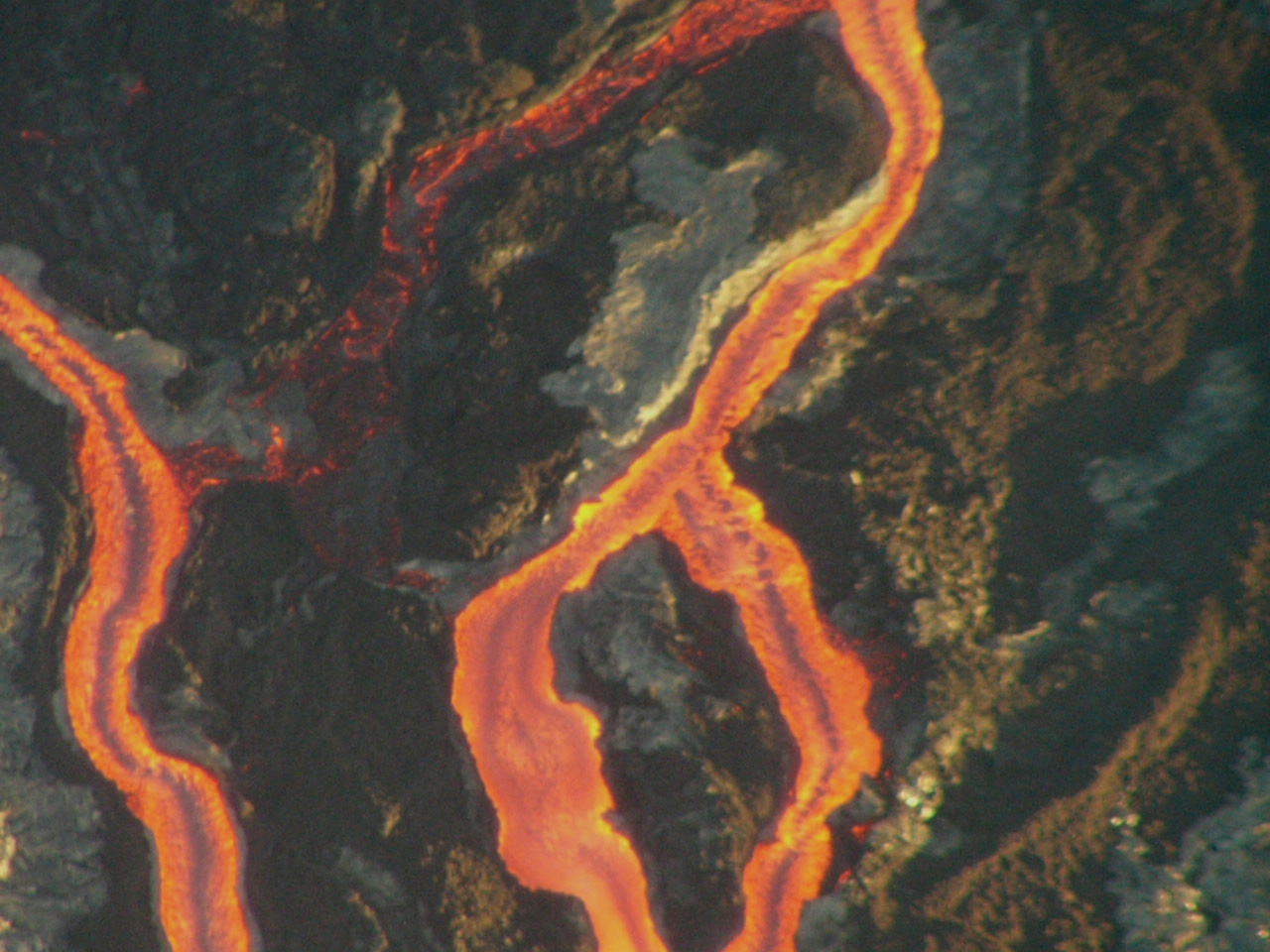
Le volcan de Magma Industries prédomine le panorama de la ville, et des coulées de lave encercent les immeubles.

Dès son retour, le jeune homme se fait à nouveau voler son prototype par une espèce de fourmi géante. Perplexe, il revient chez lui rejoindre le robot doré, après avoir constaté l'apparition d'un gargantuesque volcan en plein milieu de la ville. Carl explique à un Wilbur déboussolé la situation : Cornelius travaille pour un certain Empereur Stanley, qui dirige la ville et son entreprise prépondérante au sein de la métropole, Magma Industries, et la commune est envahie par des fourmis robotiques agressives et destructrices, d'une taille et d'une morphologie variable.
Wilbur demande à son ami un moyen de retrouver la machine. Carl lui explique qu'il faudrait une télécommande à transpondeur pour la retrouver, et lui propose d'aller rechercher ses composants en ville pour en fabriquer une à l'aide d'une énorme machine bleue appelée Transmogryphe. En ville, Wilbur apprend qu'il doit d'abord éliminer toutes les fourmis de la ville pour que le monorail qui amène à la zone industrielle de la métropole, là où se trouve un mécanicien qui posséderait les composants nécessaires à la fabrication d'une télécommande à transpondeur, redevienne opérationnel. Ainsi, il chasse les fourmis parasites de façon plus efficace grâce au gant de Charge Ball du champion du monde lui-même, qui lui lègue après avoir été vaincu en match. Le jeune garçon prend le monorail, se rend dans la zone industrielle, et réussit à obtenir du mécanicien un des deux composants nécessaires. L'autre se trouve dans la Vieille ville, à l'abandon et séparée du reste de la ville par un grand océan de magma, là où se trouve l'orphelinat que fréquentait Cornelius.
Après avoir une fois de plus éliminé des fourmis présentes sur les lieux, il trouve le second composant dans cette ville, et parvient à créer la télécommande à transpondeur. Le robot doré perçoit un signal à une centaine de mètres sous-terre, et en conclut que les fourmis ont apporté le prototype dans leur fourmilière souterraine. Wilbur retourne dans la zone industrielle, obtient des gants mécaniques qui permettent de creuser sous-terre (les Destructo-Gants), retrouve l'entrée de la fourmilière à proximité de la boutique d'un marchand de glaces de la Vieille ville, et y plonge.
Arrivé à la fourmilière, bastion des fourmis, il devra accomplir divers services, notamment pour Melvin, un employé dépressif du nid. Il faudra également qu'il retienne des symboles sur des monolithes et qu'il les inscrive sur une borne pour pouvoir continuer dans la fourmilière. Wilbur parvient à atteindre l'antre de la reine des fourmis, qui s'avère être Lizzie, qui ordonne de l'exterminer.
À la suite de la défaite de la reine, il remarque une brigade de robots de l'armée de Stanley prendre la machine. Exaspéré, Wilbur les suit.
Le jeune homme, désormais doté d'une nouvelle arme (le Lévitorayon) se trouve à Magma Industries, le sanctuaire de l'empereur Stanley, s'étant approprié le prototype. Il traverse l'immense entreprise de magma, élimine les gardes de Stanley et d'autres robots agressifs, et affronte un robot-titan gigantesque, entouré et alimenté par la lave, nommé Prométhée.
Vaincu, l'empereur dévoile sa frustration et l'origine de ce futur alternatif. Il raconte que son simple désir était de dévoiler aux membres de son orphelinat son projet lors de la Fête de la Science : une maquette de volcan. Désormais lucide et conscient de son erreur, Wilbur reprend son prototype de machine à voyager dans le temps, évitant l'éruption volcanique provoquée par la mort de Prométhée.
Il revient à l'orphelinat, en ouvrant la porte de la fête d'une extrême délicatesse. L'homme au chapeau melon, comme dans le film, sabote l'invention de Cornelius (appelé Lewis avant son adoption). Wilbur le remarque en fuite. Malgré cela, le jeune homme évite le futur alternatif de Stanley et de Lizzie, et rétablit la réalité originelle.
Carl examine le « réseau temporel » pour retrouver l'homme en fuite : il serait de nouveau à la Fête de la Science. Dès qu'il sort de sa maison, Wilbur remarque une autre réalité alternative, celle des actions perpétrées par l'homme au chapeau melon, et voit sa propre habitation devenir un robot énorme, à l'allure d'un chapeau melon, appelé Mega-Doris.
En dépit de sa victoire sur le robot, Wilbur regrette toutes ses actions, et constate l'importance des dégâts causés par le voyage temporel. Son ami Carl, toujours en bon état de fonctionnement, l'encourage à s'excuser. Le jeune garçon, ayant une révélation, remonte une dernière fois le temps pour aider son père à la Fête de la Science, et rétablit le bon futur.

## Système de jeu
Le joueur contrôle Wilbur Robinson, le fils du protagoniste et le deutéragoniste du film.
Le jeu mêle action-aventure avec réflexion et casse-tête. Wilbur sera parfois confronté à diverses énigmes à résoudre, de plus en plus complexes, avec notamment des interactions avec des objets ou des ennemis.
Il est impossible de sauter en appuyant sur un bouton : si Wilbur croise un obstacle, comme un trou, il le sautera automatiquement en avançant devant l'obstacle (c'est également le cas pour le fait de grimper).
Wilbur a cependant à sa disposition 5 "gadgets", récupérables au fil du scénario : une arme lourde appelée Désassembleur dont le but est de démanteler des objets afin de collecter des composants (aussi utile contre certains ennemis et boss), un gant électrique nommé Charge Ball utilisé le plus souvent contre des ennemis, deux autres gants mécaniques, les Destructo-Gants qui permettent de creuser dans le sol et d'étourdir des ennemis plus délicats à éliminer, le Lévitorayon, arme semblable au Désassembleur qui permet la lévitation d'objets ou d'ennemis ; et enfin un sac à dos, le Scanner, qui analyse l'environnement du personnage et qui permet comme son nom l'indique de scanner des objets, des personnages, des ennemis ou des boss.
Il est possible de changer de boutons pour les gadgets, le nombre d'outils étant supérieur aux 4 touches principales (touches de droite pour PS2, X360, NGC et croix pour Wii).
Le joueur a également la possibilité, à quelques emplacements et à quelques moments du jeu, de pousser/tirer des objets (des caisses, des statues...) ou de marcher de côté le long d'un mur.
Il n'y a aucune vie, et Wilbur peur recommencer les niveaux en permanence, sans risque de Game over.
Les composants récupérables par le Désassembleur sont très importants pour l'histoire, car ils permettent de construire des outils essentiels pour l'avancée dans le scénario, grâce au Transmogryphe.
Le protagoniste de l'histoire devra accomplir un total de 40 missions, dans 10 environnements différents. Elles se font successivement, et narrent le scénario.
La barre de vie du joueur est présente sous la forme de boules rouges et la barre d'énergie et de munitions sous la forme d'un récipient contenant du liquide violet. Elles augmentent inexorablement au fil de l'histoire, et sont rechargeables en éliminant des ennemis ou en créant des boules rouges ou des sortes de piles (pour la barre d'énergie) avec le Transmogryphe. Des sortes de machines appelées Stations de soin fixées aux murs permettent également de régénérer sa vie et ses munitions ; elles se font de plus en plus rares, mais sont présentes dans tous les environnements.
Le jeu propose 3 niveaux (dans le jardin des Robinson, dans la ville du futur alternatif et dans les égouts de la Vieille ville) ressemblant fort aux niveaux du jeu Super Monkey Ball, où Wilbur doit traverser un chemin en roulant avec une bulle où il se trouve enfermé, appelée Protectosphère.
Il y a également divers objets à collectionner, comme des figurines des personnages ou des "artworks" bêta du jeu. Ces objets sont d'ailleurs obtenus lorsque le joueur scanne un certain nombre d'objets ou de personnages.
Des compétitions de Charge Ball sont aussi disponibles, avec des personnages et des arènes également déblocables. Ces mini-jeux sont uniquement jouables en solo.

## Distribution

### Voix françaises (consoles de salon)
- Alexis Tomassian : Wilbur Robinson
- Ninou Fratellini : Franny
- Marc Alfos : l'oncle Art
- Martial Le Minoux : grand-père Bud
- Gabriel Le Doze
- Laura Blanc
- François Créton
- Paolo Domingo
- Phillippe Dumond
- Brigitte Guedj
- Jean-François Kopf
- Michel Vigné
- Brigitte Lecordier
- Yann Le Madic
- Cyrille Monge
- Géraldine Montaclair
- Véronique Picciotto
- Marc Saez
- Odile Schmitt
- Marie Charlotte LeClaire

## Réception
Bienvenue chez les Robinson a reçu un accueil allant de moyen à bon auprès des critiques de la presse numérique. Ceux-ci saluent un univers fidèle au film, des mouvements fluides ainsi que la bande son globalement satisfaisante ; mais reprochent en revanche une difficulté parfois assez accrue pour le public cible, notamment dans les énigmes, et l'absence de multijoueur.